# Lengnau (Bern)
Lengnau (BE) (Frans: Longeau) is een gemeente en plaats in het Zwitserse kanton Bern, en maakt deel uit van het district Biel/Bienne.
Lengnau (BE) telt 4.672 inwoners.